# Irina Strachova
Irina Borisovna Strachova (ryska: Ирина Борисовна Страхова), född 4 mars 1959 i Novosibirsk, är en rysk före detta friidrottare (gångare) som tävlade för Sovjetunionen.
Strachovas största merit var VM-guldet 1987 på 10 kilometer gång. Vid VM 1991 lyckades Strachova inte försvara sitt guld utan slutade på fjärde plats.